# FIVB World League 2011
De  FIVB World League 2011 is een internationale volleybalcompetitie voor mannen die gespeeld werd tussen zestien landen van 27 mei 2011 tot 10 juli 2011.

## Gekwalificeerde landen
- Argentinië
- Brazilië
- Bulgarije
- Cuba
- Duitsland
- Egypte
- Finland
- Frankrijk
- Italië
- Polen
- Puerto Rico
- Rusland
- Servië
- Verenigde Staten
- Zuid-Korea
- Japan[1]

## Intercontinentale ronde
- Het gastland voor de final four, de groepswinnaars en de beste nummer 2 kwalificeren zich voor de eindronde indien het gastland als eerste eindigt in de groep, zal de nummer 2 in die groep zich kwalificeren voor de eindronde.

Puntenverdeling
- bij winst met 3-0 of 3-1 :3 punten voor de winnaar ; 0 punten voor de verliezer
- bij winst met 3-2 : 2 punten voor de winnaar ; 1 punt voor de verliezer

### Groep A
|      |                  |     | Wedstrijden | Wedstrijden | Sets | Sets | Sets |
| Rank | Team             | Pts | W           | L           | W    | L    |      |
| ---- | ---------------- | --- | ----------- | ----------- | ---- | ---- | ---- |
| 1    | Brazilië         | 30  | 10          | 2           | 32   | 10   |      |
| 2    | Verenigde Staten | 23  | 8           | 4           | 26   | 19   |      |
| 3    | Polen            | 18  | 6           | 6           | 21   | 19   |      |
| 4    | Puerto Rico      | 1   | 0           | 12          | 5    | 36   |      |

### Groep B
|      |           |     | Wedstrijden | Wedstrijden | Sets | Sets | Sets |
| Rank | Team      | Pts | W           | L           | W    | L    |      |
| ---- | --------- | --- | ----------- | ----------- | ---- | ---- | ---- |
| 1    | Rusland   | 31  | 11          | 1           | 34   | 9    |      |
| 2    | Bulgarije | 16  | 7           | 5           | 27   | 22   |      |
| 3    | Duitsland | 15  | 5           | 7           | 23   | 28   |      |
| 4    | Japan     | 4   | 1           | 11          | 10   | 35   |      |

### Groep C
|      |            |     | Wedstrijden | Wedstrijden | Sets | Sets | Sets |
| Rank | Team       | Pts | W           | L           | W    | L    |      |
| ---- | ---------- | --- | ----------- | ----------- | ---- | ---- | ---- |
| 1    | Argentinië | 25  | 9           | 3           | 29   | 15   |      |
| 2    | Servië     | 21  | 7           | 5           | 26   | 21   |      |
| 3    | Finland    | 17  | 5           | 7           | 24   | 27   |      |
| 4    | Portugal   | 9   | 3           | 9           | 16   | 32   |      |

### Groep D
|      |            |     | Wedstrijden | Wedstrijden | Sets | Sets | Sets |
| Rank | Team       | Pts | W           | L           | W    | L    |      |
| ---- | ---------- | --- | ----------- | ----------- | ---- | ---- | ---- |
| 1    | Italië     | 28  | 10          | 2           | 31   | 12   |      |
| 2    | Cuba       | 23  | 8           | 4           | 26   | 19   |      |
| 3    | Zuid-Korea | 11  | 3           | 9           | 18   | 29   |      |
| 4    | Frankrijk  | 10  | 3           | 9           | 14   | 29   |      |

## Eindronde
- Alle wedstrijden in Gdańsk , Polen

### Groep E
|      |            |     | Wedstrijden | Wedstrijden | Sets | Sets | Sets |
| Rank | Team       | Pts | W           | L           | W    | L    |      |
| ---- | ---------- | --- | ----------- | ----------- | ---- | ---- | ---- |
| 1    | Argentinië | 7   | 2           | 1           | 8    | 4    |      |
| 2    | Polen      | 4   | 2           | 1           | 6    | 7    |      |
| 3    | Bulgarije  | 4   | 1           | 2           | 5    | 6    |      |
| 4    | Italië     | 3   | 1           | 2           | 4    | 6    |      |

### Groep F
|      |                  |     | Wedstrijden | Wedstrijden | Sets | Sets | Sets |
| Rank | Team             | Pts | W           | L           | W    | L    |      |
| ---- | ---------------- | --- | ----------- | ----------- | ---- | ---- | ---- |
| 1    | Rusland          | 9   | 3           | 0           | 9    | 1    |      |
| 2    | Brazilië         | 5   | 2           | 1           | 6    | 6    |      |
| 3    | Verenigde Staten | 2   | 1           | 2           | 5    | 8    |      |
| 4    | Cuba             | 2   | 0           | 3           | 4    | 9    |      |

### Laatste 4

#### Halve finales
| Datum |            | Score |          | Set 1 | Set 2 | Set 3 | Set 4 | Set 5 | Totaal |
| ----- | ---------- | ----- | -------- | ----- | ----- | ----- | ----- | ----- | ------ |
| 9 jul | Argentinië | 0-3   | Brazilië | 22-25 | 40-42 | 23-25 |       |       | 85-92  |
| 9 jul | Rusland    | 3-1   | Polen    | 25-22 | 25-23 | 22-25 | 25-17 |       | 97-87  |

#### Wedstrijd voor 3e plaats
| Datum  |            | Score |       | Set 1 | Set 2 | Set 3 | Set 4 | Set 5 | Totaal |
| ------ | ---------- | ----- | ----- | ----- | ----- | ----- | ----- | ----- | ------ |
| 10 jul | Argentinië | 0-3   | Polen | 18-25 | 23-25 | 22-25 |       |       | 63-75  |

#### Finale
| Datum  |          | Score |         | Set 1 | Set 2 | Set 3 | Set 4 | Set 5 | Totaal  |
| ------ | -------- | ----- | ------- | ----- | ----- | ----- | ----- | ----- | ------- |
| 10 jul | Brazilië | 2-3   | Rusland | 25-23 | 25-27 | 23-25 | 25-22 | 11-15 | 109-112 |

## Eindstand
| Rank   | Team             |
| ------ | ---------------- |
| Goud   | Rusland          |
| Zilver | Brazilië         |
| Brons  | Polen            |
| 4      | Argentinië       |
| 5      | Bulgarije        |
| 6      | Italië           |
| 7      | Verenigde Staten |
| 8      | Cuba             |
| 9      | Servië           |
| 10     | Finland          |
| 11     | Duitsland        |
| 12     | Frankrijk        |
| 13     | Zuid-Korea       |
| 14     | Portugal         |
| 15     | Japan            |
| 16     | Puerto Rico      |